# Corpse paint

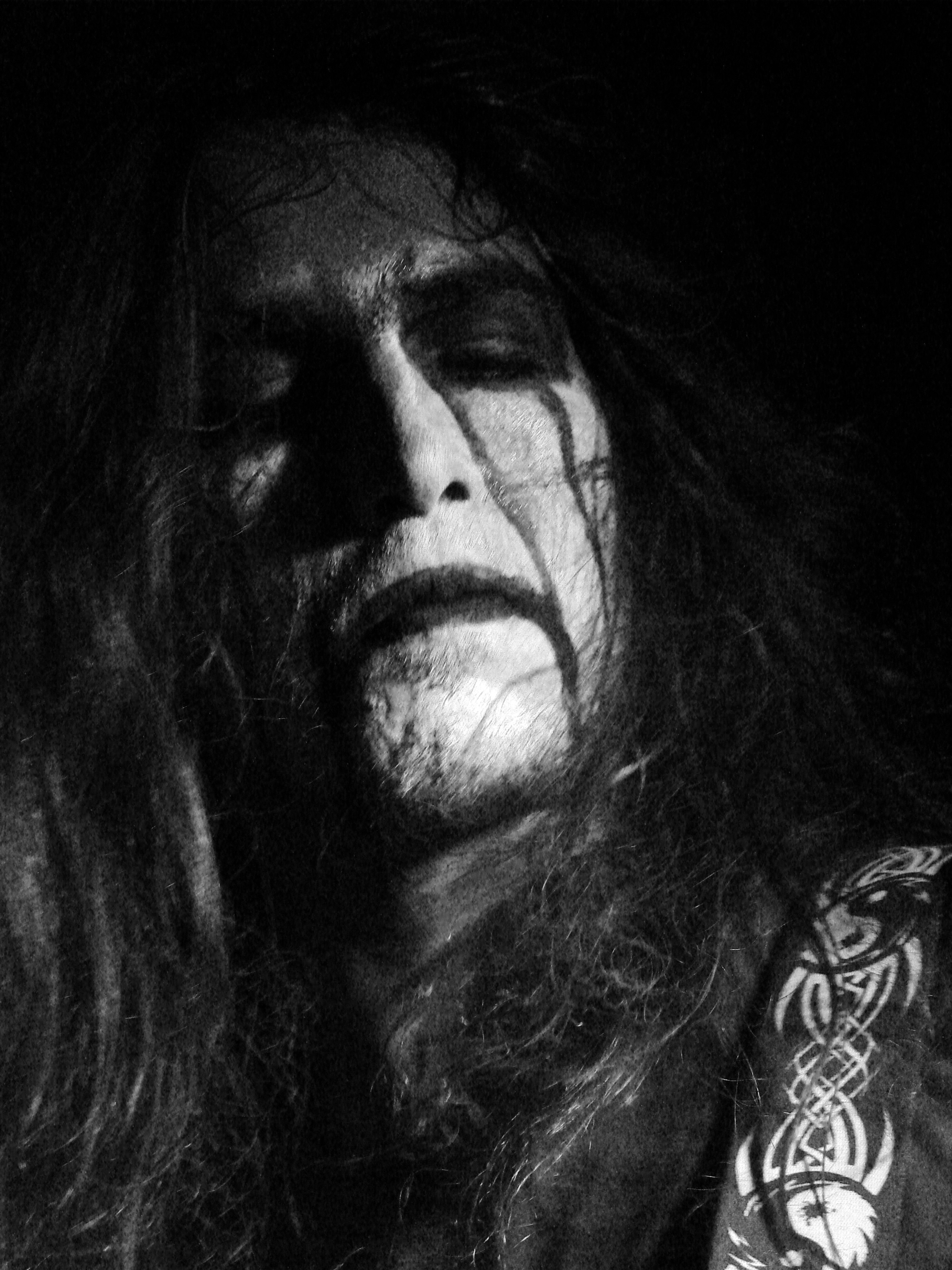
Corpse paint v podání Taalrotha z francouzské blackmetalové skupiny Hindvir

Corpse paint, též Corpsepaint, je černobílý makeup, používaný blackmetalovými hudebními skupinami při koncertech, či fotografování na přebaly alb. Cílem je, aby hudebníci vypadali jako mrtvoly, nelidsky, či až démonicky. Jedná se pravděpodobně o nejvýraznější prvek blackmetalového image. S corpse paintem začal člen jedné z nejznámějších black metalových skupin Mayhem Dead (Per Yngve Ohlin).
Typický corpse paint spočívá v obarvení obličeje a krku na bílo; okolo očí a úst se použije černá barva. Mnozí hudebníci mají svůj specifický styl. Použití jiných barev je vzácné, mezi výjimky patří neonové barvy, které používá zpěvák Attila Csihar. S barvami experimentovaly také kapely Satyricon a Dødheimsgard.
Mimo black metal používají facepainting a černobílý makeup např. shockrockoví umělci (Arthur Brown, Alice Cooper, členové kapel Kiss, Misfits) a profesionální zápasníci (Sting, Vampiro). To se ale jako corpse paint neoznačuje.

## Historie a používání
Mezi první skupiny a hudebníky, kteří používali makeup podobný corpse paint, patří Screamin' Jay Hawkins a Arthur Brown (60. léta), dále pak Secos & Molhados, Alice Cooper či Kiss (70. léta).
V 80. letech začaly používat corpse paint i metalové kapely – mezi první patřila skupina Hellhammer a zpěvák skupiny Mercyful Fate, King Diamond. Podle bubeníka kapely Mayhem, Jana Axela Bloomberga, byl jejich zpěvák Per „Dead“ Ohlin první, kdo přímo spojil černobílý makeup se záměrem vypadat jako mrtvola. Následovali ho např. Celtic Frost. K vývoji výrazně přispěla také brazilská skupina Sarcófago; magazín Metal Storm ji označil za kapelu s prvním „opravdovým“ corpse paintem.
Ve velkém začaly corpse paint používat kapely rané norské blackmetalové scény. Na konci 80. let ho začal používat Per „Dead“ Ohlin, zpěvák skupiny Mayhem. Necrobutcher, baskytarista kapely, uvedl: „Nemělo to nic společného s tím, jak makeup používali Alice Cooper nebo Kiss. Dead chtěl doopravdy vypadat jako mrtvola. Nelíčil se, aby to dobře vypadalo.“ V 90. letech začaly corpse paint používat další norské kapely; styl a zvuk mnohých z nich pak převzaly skupiny z celého světa. Nakonec některé norské kapely, např. Emperor či Satyricon, přestaly corpse paint používat kvůli ztrátě smyslu a originality.

## Příklady užití

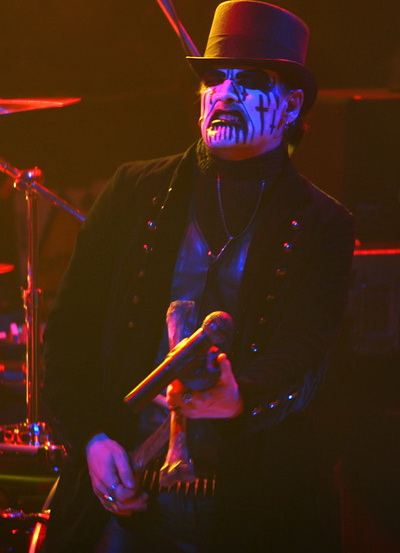
King Diamond (Mercyful Fate, King Diamond)
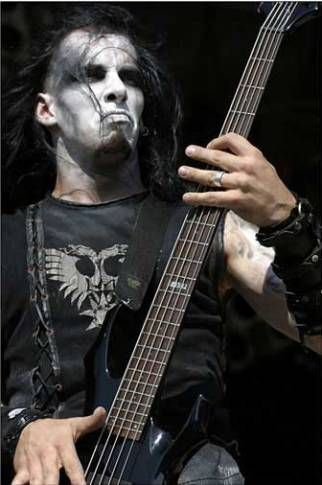
Orion (Behemoth)
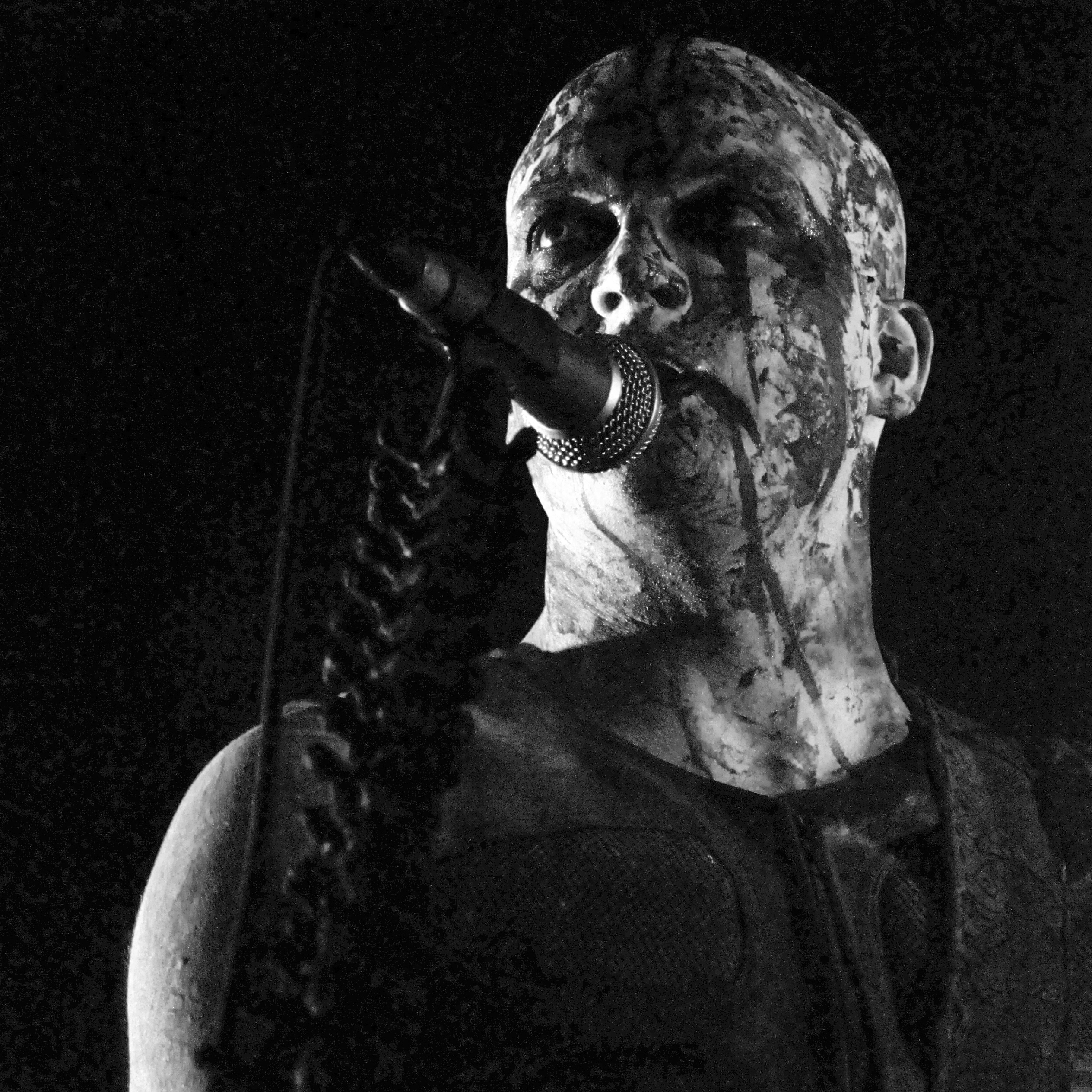
Otargos
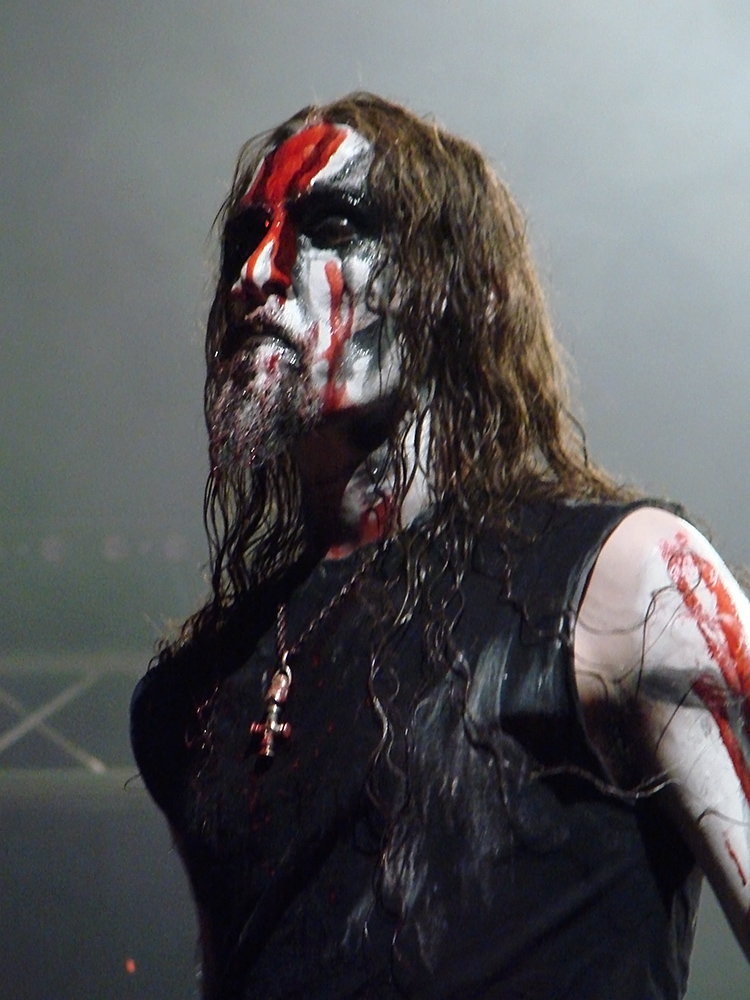
Gaahl (God Seed)
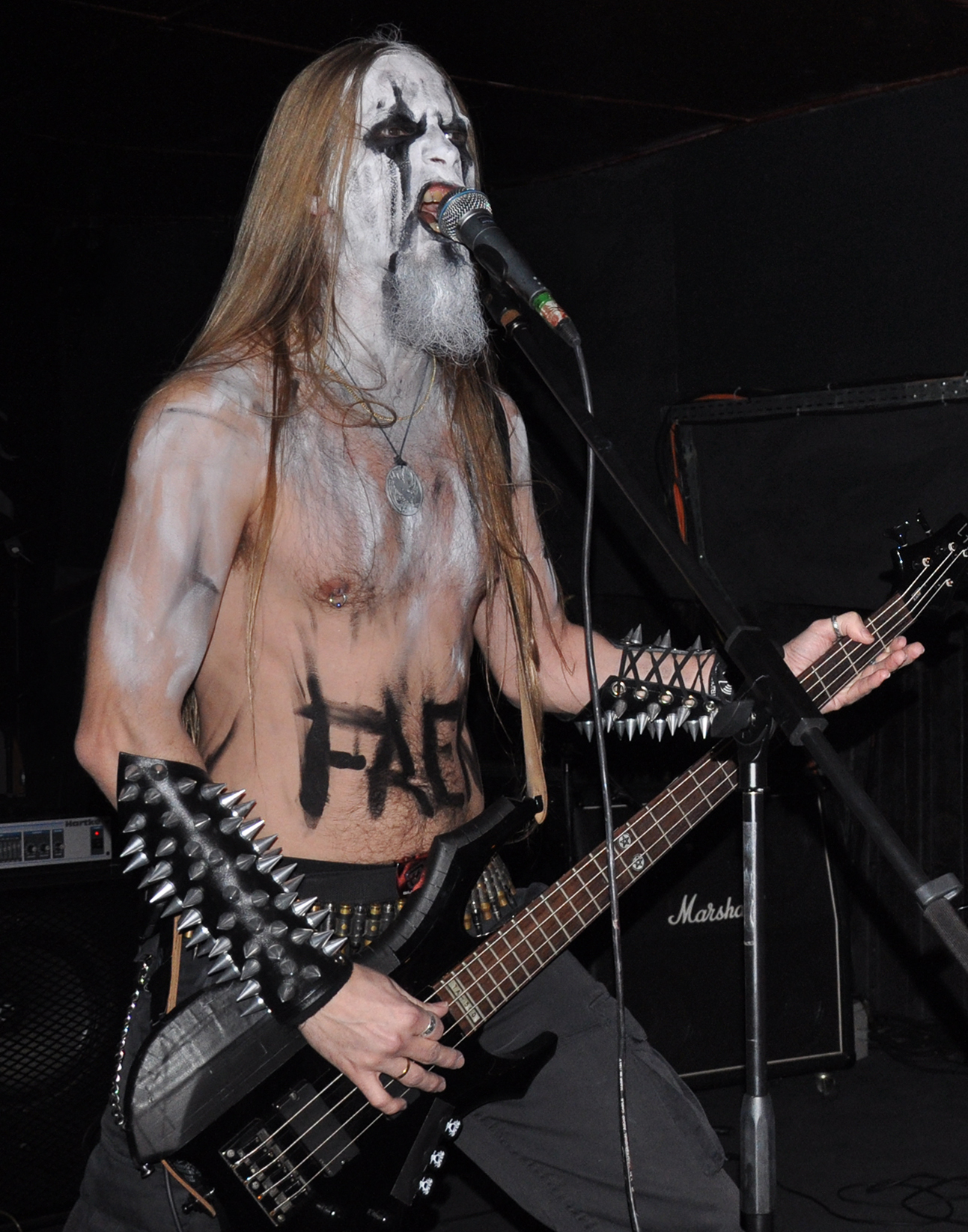
Tsjuder